# Simo Heikkilä
Simo Kari Valfrid Heikkilä, född 2 maj 1943 i Helsingfors, är en finländsk inredningsarkitekt. 
Heikkilä utexaminerades från Konstindustriella läroverket 1967. Han har verkat som möbeldesigner, utställnings- och inredningsarkitekt med egen byrå i Jyväskylä sedan 1971. Åren 1967–1970 var han knuten som designer till Marimekko. Vid sidan av uppdrag av offentlig karaktär har han ägnat ett särskilt intresse åt heminredning och praktiska hushållsföremål bland annat av trä. Hans verk, bland annat möbler, köksinredningar, kärl, matbestick, belysningsarmaturer och mattor tillverkas av industrier runtom i Finland. Inredningsarkitekternas förbund valde honom till Årets möbeldesigner 2003 och berömde honom för hans personliga stil och hans långsiktiga insatser på möbelkonstens område. Han har undervisat vid Konstindustriella högskolan 1975–1981, 1984–1988 och sedan 1995, Tekniska högskolan i Helsingfors 1971–1975, Tammerfors tekniska högskola 1973–1975 samt förestått studion för trädesign vid Konstindustriella högskolan från 2000. Utomlands har han haft professorsuppdrag vid konstindustriella högskolor i Bergen och Göteborg. Han tilldelades Bruno Mathsson-priset 1999, Pro Finlandia-medaljen 2003 och Kaj Franck-priset 2011. Han utsågs 2001 till hedersmedlem i Ornamo.